# 角山駅
角山駅（カクサンえき）は、大韓民国大邱広域市東区にある大邱都市鉄道1号線の駅である。駅番号は145。

## 駅構造
- 相対式ホーム2面2線の地下駅。

## 駅周辺
- 大邱東湖初等学校
- 東湖洞郵便局
- ウリィ銀行半夜月支店
- 国民銀行半夜月支店
- 大邱江東初等学校
- Eマート半夜月店
- 大邱線旧半夜月駅舎

## 歴史
- 1998年5月2日 - 開業。

## 隣の駅
大邱交通公社
●1号線
半夜月駅 (144) - 角山駅 (145) - 安心駅 (146)